# Museu d'Art Contemporani de Niterói

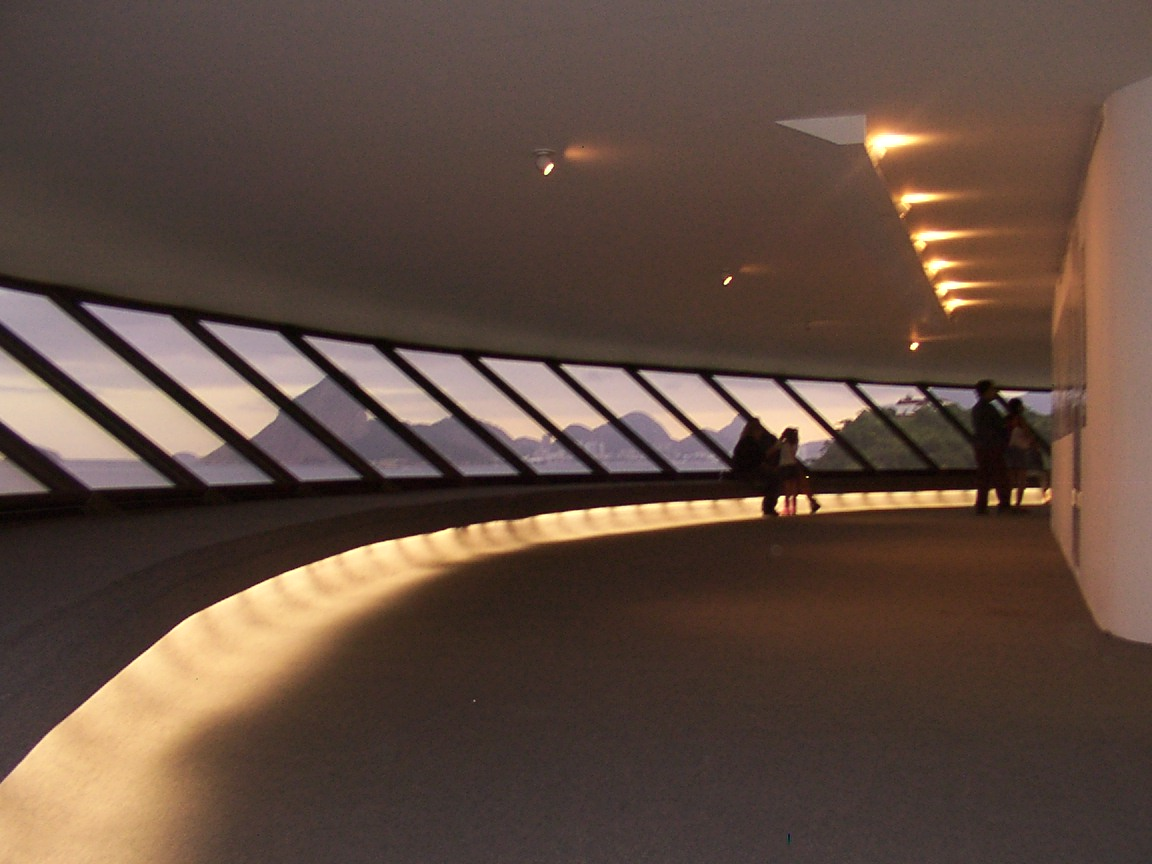
Interior.

El Museu d'Art Contemporani de Niterói (Museu de Arte Contemporânea de Niterói - Mac) és a la ciutat de Niterói, Rio De Janeiro, Brasil, i és un dels principals espais d'interès de la ciutat. Les obres de construcció es van acabar el 1996.
Va ser dissenyat per Oscar Niemeyer amb l'ajuda de l'enginyer d'estructures Bruno Contarini, que havia treballat amb Niemeyer en projectes anteriors. El Mac-Niterói fa 16 metres d'alt i la cúpula té un diàmetre de 50 metres amb tres pisos. El museu es projecta sobre el Boa Viagem ("Bon Voyage", "Bon Viatge"), la piscina-mirall de 817 metres quadrats que envolta la base cilíndrica de 9 metres de diàmetre "com una flor", segons les mateixes paraules de Niemeyer.
Un pendent d'accés ampli condueix a un Rebedor d'Exposicions, que té una capacitat per seixanta persones. Dues portes condueixen a la galeria panoramica, a la qual es pot observar la Badia de Guanabara, Rio De Janeiro, i la Pão de Açúcar. L'estructura modernista en forma de plats, que s'ha comparat amb un Ovni, s'atia a un penya-segat, on a baix del qual hi ha una platja. A la pel·lícula Oscar Niemeyer, an architect committed to his century., Niemeyer es veu sobrevolant Rio de Janeiro en un Ovni que llavors aterra al lloc, suggerint això per ser l'origen del museu.